# Tomoki Ōta
Tomoki Ōta (japanisch 太田 智樹 Ōta Tomoki; * 17. Oktober 1997 in Hamamatsu) ist ein japanischer Leichtathlet, der sich auf den Langstreckenlauf spezialisiert hat.

## Sportliche Laufbahn
Erste internationale Erfahrungen sammelte Tomoki Ōta bei den Straßenlauf-Weltmeisterschaften 2023 in Riga, bei denen er nach 1:00:43 h den zwölften Platz im Halbmarathon belegte. Im Jahr darauf nahm er im 10.000-Meter-Lauf an den Olympischen Sommerspielen in Paris teil und gelangte dort mit 29:12,48 min auf Rang 29.

## Persönliche Bestzeiten
- 5000 Meter: 13:20,11 min, 8. Juli 2023 in Abashiri
- 10.000 Meter: 27:12,53 min, 10. Dezember 2023 in Tokio
- Halbmarathon: 1:00:08 h, 5. Februar 2023 in Marugame